# Margaret Singer
Margaret Thaler Singer, född 29 juli 1921 i Denver, Colorado, död 23 november 2003 i Berkeley, Kalifornien, var en amerikansk psykolog. Singer tog examen i klinisk psykologi vid University of Denver och var senare verksam vid olika universitet, bland annat som adjungerad professor vid University of California, Berkeley. Singer var särskilt inriktad på schizofreni, familjeterapi och  "hjärntvätt" inom manipulativa grupper såsom sekter, vilket var ämnet för hennes bok Cults in Our Midst. Singer var expertvittne i olika rättegångar. Bland annat vittnade hon till försvar för Patty Hearst, som efter att ha kidnappats av Symbiotiska befrielsearmén anslutit sig till dem och deltagit i deras terrorverksamhet, då Singer menade att Hearst manipulerats av gruppen, samt i ett mål mot Enighetskyrkan som hon menade hjärntvättade sina medlemmar med tekniken "love bombing".
Singer blev 1996 stämd av Landmark Education för sin bok Cults in Our Midst och tog bort omnämnandet av dem i senare utgåvor av boken. Singers kritik mot sekter ska ha lett till dödshot och trakasserier. Enligt en känd artikel i Time Magazine reste hon ofta under falskt namn för att undvika trakasserier från Scientologikyrkan.
Singer avled 2003. Året därpå inrättade International Cultic Studies Association ett pris i hennes namn, Margaret Singer Award.